# Ernie Fletcher
Ernest Lee (Ernie) Fletcher (født 12. november 1952) er en amerikansk politiker for det republikanske parti. Han er nuværende guvernør i delstaten Kentucky, et embede han har haft siden 2003. Fletcher tabte valget i 2007, og vil fratræde i januar 2008.